# Vulkanausbruch
Der Vulkanausbruch (Eruption) ist die bekannteste Form des Vulkanismus. Dabei leeren sich auf mehr oder weniger zerstörerische Weise die Magmakammer(n) eines Vulkans, oder Magma steigt durch Spalten und Bruchstellen mehr oder weniger direkt aus dem Erdmantel auf.
Der Grund für dieses Phänomen liegt in einer Tiefe um 100 km unter der Erdoberfläche, wo Temperaturen von 1000 bis 1300 °C herrschen. Das schmelzende Gestein dehnt sich aus, Magmakammern entstehen. Die entstehenden Gase erhöhen mit der Zeit den Druck innerhalb der flüssigen Masse; das Magma steigt auf. Überschreitet der Druck einen kritischen Punkt, bricht ein Vulkan aus.
Eruptionen, etwa im Fall von Schildvulkanen, können auch durch Ruheperioden unterbrochen und in einzelne Eruptionsphasen unterteilt werden, sie können sich über Monate und Jahrzehnte hinziehen (vgl. Kilauea), werden aber charakterisiert durch ein verbindendes Merkmal, das sie von der nächsten Eruption unterscheidet: den durch genaue Laboranalyse der Auswurfprodukte nachweisbaren spezifischen chemischen Fingerabdruck, der auf eine bestimmte, zeitlich und räumlich begrenzte Magmaquelle verweist.
Laut der Geologin Elizabeth Cottrell vom Vulkanüberwachungsprogramm der Smithsonian Institution eruptieren auf der Erdoberfläche im Jahr durchschnittlich etwa 70 Vulkane. In jedem Augenblick sind 20 bis 30 Eruptionen im Gange. Nicht mitgezählt sind dabei die in ihrer großen Mehrzahl noch nicht bekannten Vulkane auf dem Meeresgrund.

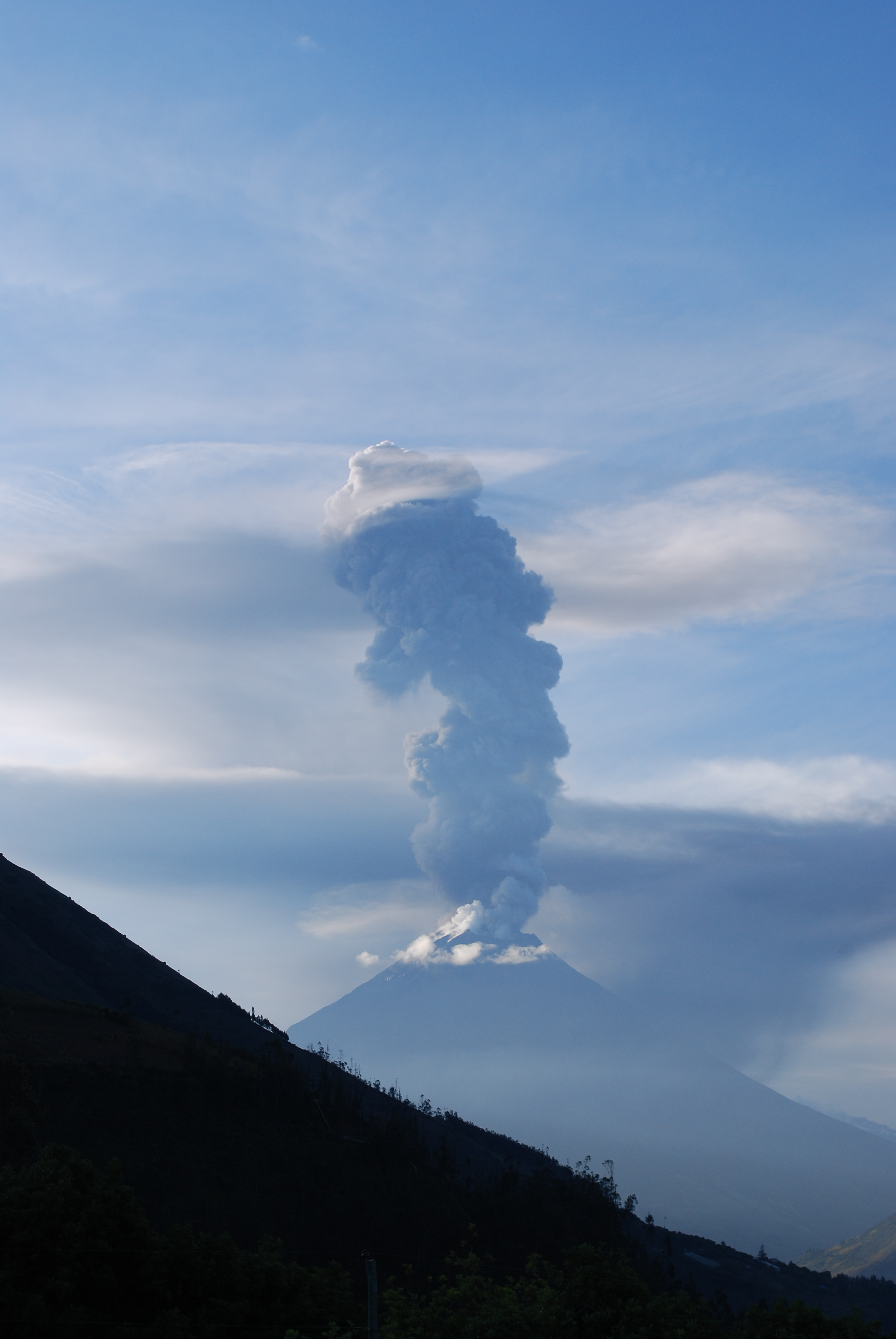
Tungurahua, Ecuador, 2006

## Arten

### Nach Eruptionsprodukten

#### Explosive Eruptionen
Explosive Ausbrüche produzieren vor allem nicht verfestigte Auswurfprodukte, die im Unterschied zu den verfestigten pyroklastischen Gesteinen als Tephra bezeichnet werden.
Sie können im Allgemeinen entweder durch Überhitzung von Grund- oder Meerwasser über der Magmakammer des Vulkans (phreatische oder phreatomagmatische Eruptionen) oder durch besondere chemische Zusammensetzung von Magmen ausgelöst werden. Derartige Ausbrüche können schlagartig kubikkilometergroße Gesteinsmassen in die Luft sprengen. Auch die größeren Vulkanausbrüche unter Gletschern gehören zu dieser Kategorie (vgl. Subglazialer Vulkan).
Durch Einbruch der Magmakammer bei sehr explosiven Eruptionen entsteht dabei ein charakteristisch geformter weiter Krater, die Caldera, beispielsweise 1875 in der Askja, Ostisland. Wird die Caldera geflutet, bildet sich ein Kratersee, in dem Fall beispielsweise der See Öskjuvatn. Der verheerende Ausbruch des Krakatau 1883 in Indonesien war ebenfalls ein derartiger explosiver Ausbruch. Die Reste der Caldera sind heute als vier kleine Inseln in dieser bzw. um diese Kraterlagune angeordnet und befinden sich in der Sundastraße zwischen den indonesischen Inseln Sumatra und Java. Solche Ausbrüche können auch Flutwellen und Tsunamis hervorrufen, die auf Tausende von Kilometern wirken.
Falls bei derartigen Ausbrüchen das Vulkangebäude ganz oder teilweise in sich zusammenbricht, können sich heiße Glut- und Aschewolken oder auch pyroklastische Ströme mit großer Geschwindigkeit lawinenartig hangabwärts bewegen und dabei alles mitreißen und unter sich begraben. Die berüchtigten Ausbrüche des Vesuv im Jahr 79 und des Mt. Pelé 1902 fallen unter diese Kategorie. Jeweils Tausende von Menschen wurden in kürzester Zeit von pyroklastischen Strömen überrascht und getötet.
Eine weitere Erscheinung des explosiven Vulkanismus sind die Lahare, die über viele Kilometer einen bis mehrere Meter hohen Schlammstrom bilden können, der sich mit einer Geschwindigkeit bis zu 100 km/h fortwälzen kann. Beispielsweise wurde die Stadt Armero in Kolumbien 1985 ein Opfer solcher Ströme.
Generell neigen vor allem die Stratovulkane etwa des Pazifischen Feuerrings zu derartigem Verhalten, wie etwa 1980 am Mount St. Helens oder 1991 am Pinatubo beobachtbar.

#### Effusive Eruptionen

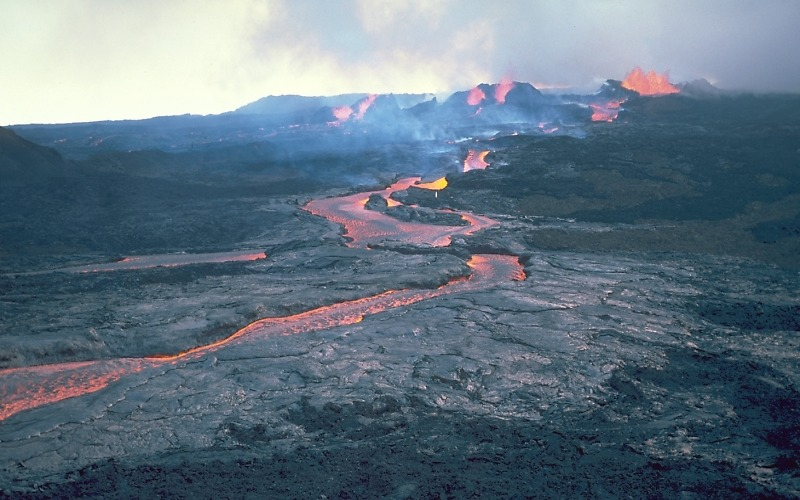
Effusive Eruption mit basaltischer ʻAʻā-Lava am Mauna Loa

Die effusiven Ausbrüche hingegen produzieren vor allem flüssige und halbflüssige Laven. Bei diesen Vorgängen ist das Magma nicht so stark mit – explosiven – Gasen durchsetzt, viel heißer und flüssiger.
Besonders Spaltenvulkane und Schildvulkane neigen zu solchen Ausbrüchen, die sich in der Vergangenheit bis über mehrere hundert Jahre hingezogen haben (vor allem in den Warmperioden der Eiszeit), wobei sich langsam ein sehr flach ansteigender Vulkankegel aufgebaut hat.
Ein typisches Beispiel eines Schildvulkans wäre etwa der Skjaldbreiður in Island. Noch heute kann man solche Ausbrüche an den Vulkanen auf Hawaii oder La Réunion etwa am Piton de la Fournaise beobachten.
Beispiele für Spaltenausbrüche waren in Island etwa die der Laki-Krater in den Jahren 1783–1784 oder die am Zentralvulkan Krafla 1975–1984. Inzwischen hat man allerdings in neueren Untersuchungen und Erfahrungen gesehen, dass auch solche gemischten oder effusiven Ausbrüche vulkanische Gase in beträchtlicher und gesundheitsschädlicher Menge freisetzen können. Dies ergab sich besonders aus Forschungen an der Gasfreisetzung des o. g. Laki-Ausbruchs sowie am Ausbruch im Spaltensystem der Bárðarbunga 2014–2015.
Flüssige Lava kann sich auch in einer Senke oder einem Krater als Lavasee ansammeln.

### Nach Eruptionsort und -mechanismus

#### Plinianische Eruption

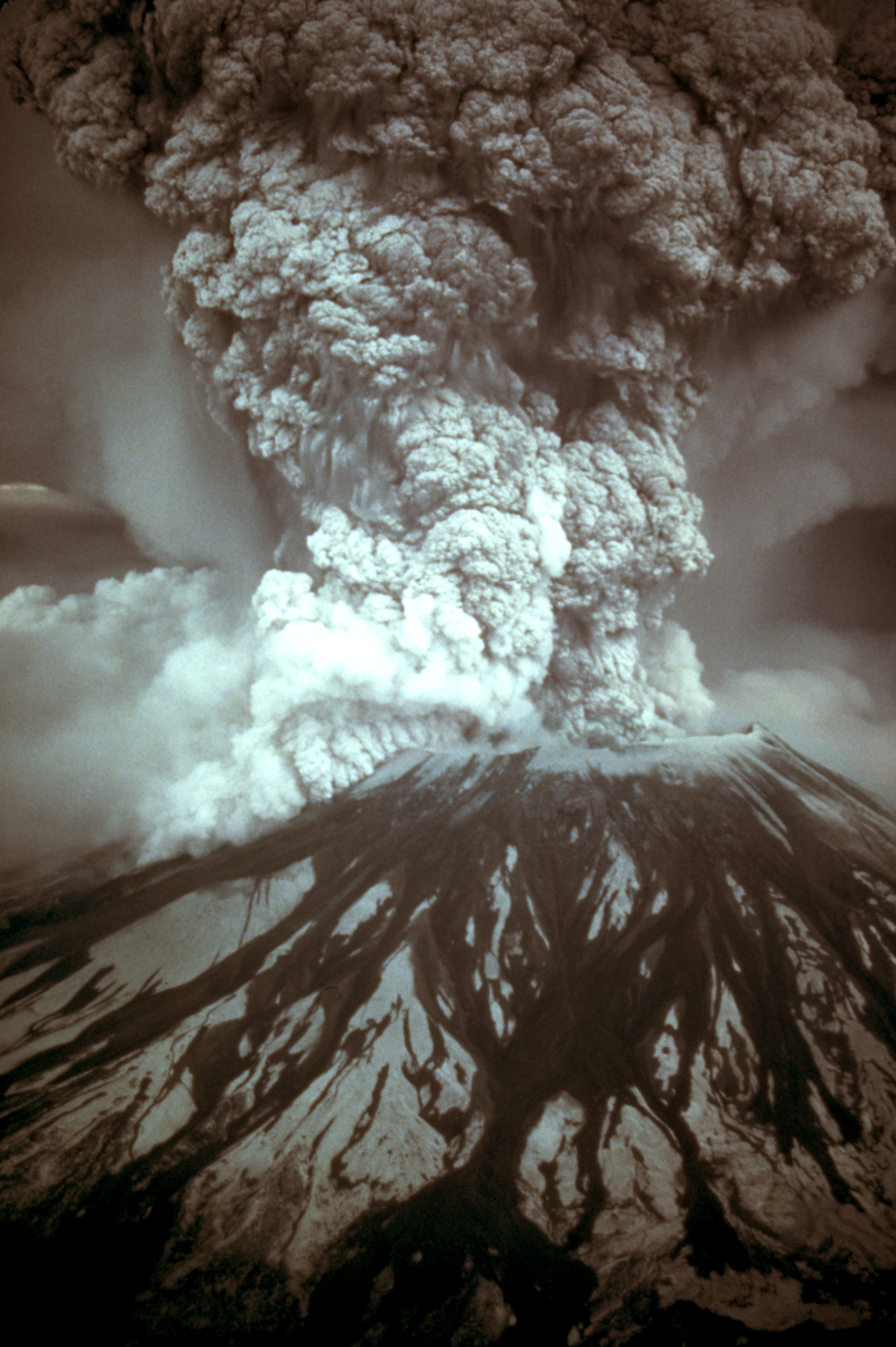
Mount St. Helens 1980

Plinianische Eruption

Die Plinianische Eruption bezieht ihren Namen von dem Schriftsteller Plinius dem Jüngeren, der den Ausbruch des Vesuv im Jahre 79 n. Chr. beschrieben hat.
Es handelt sich um außerordentlich explosive Ausbrüche, die mit gewaltigen Aschenfällen verbunden sind. Der von Plinius beobachtete Ausbruch des Vesuv, der dieser Ausbruchsart zuzuordnen ist, zerstörte die Städte Pompeji und Herkulaneum.
Innerhalb weniger Stunden können bei solchen Ausbrüchen durch die Vulkanschlote einige Kubikkilometer Magma aufsteigen. Der gewaltige Druck und die vehement entweichenden Gase stoßen alte Reste des Pfropfs nach oben, wobei glühende Lavafetzen und Felsbrocken aus der Kraterwand mitgerissen werden. Der Materialstrom rast mit einer Geschwindigkeit bis zu mehreren hundert Metern pro Sekunde im Schlot empor und bildet oberhalb des Kraters eine Eruptionssäule, die bis in die Stratosphäre reicht. Stürzt die Staub- und Aschewolke in sich zusammen, bildet sie den Ausgangspunkt eines pyroklastischen Stroms. Den zurückbleibenden Einsturzkrater nennt man Caldera.
Auch die Eruption des Vulkans Hekla in Island im Jahre 1104 gehörte diesem Eruptionstyp an. Weitere Beispiele sind die Eruption des Mount St. Helens im Jahre 1980, die des Pinatubo 1991 sowie die des Laacher-See-Vulkans.

#### Peleanische Eruption

Peleanische Eruption

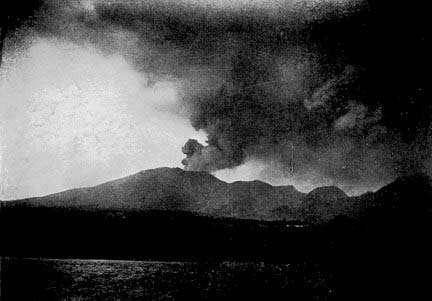
Vulkan Montagne Pelée einige Tage nach dem großen Ausbruch 1902

Dieser Eruptionstyp ist benannt nach dem Ausbruchsverhalten des Vulkans Montagne Pelée auf Martinique.
Diese Art des Vulkanausbruchs zeichnet sich durch eine sehr hohe Viskosität des aufsteigenden Magmas aus. Dieses kann oftmals noch während des Aufstiegs erhärten und den Hauptschlot für nachfolgende Ausbrüche in Pfropfenform verschließen. In der Folge suchen sich die vulkanischen Fluide und Gase Seitenschlote und Risse im Gestein und brechen oftmals unter hohem Druck auf lateralem Wege in Form von Glutwolken durch die Flanken des Berges. Diese Pelée-Dynamik zählt zur Gruppe der an Gase gebundenen Dynamiken (im Gegensatz zu den an Wasser gebundenen Dynamiken) und kann auch dahingehend wirken, dass dickflüssige Lava unmittelbar abgelagert wird, sobald sie die Erdoberfläche erreicht und an den Austrittsstellen halbstabile Lavadome bildet. Wenn diese kollabieren, bilden sich an den Berghängen pyroklastische Ströme.

#### Vulkanianische Eruption

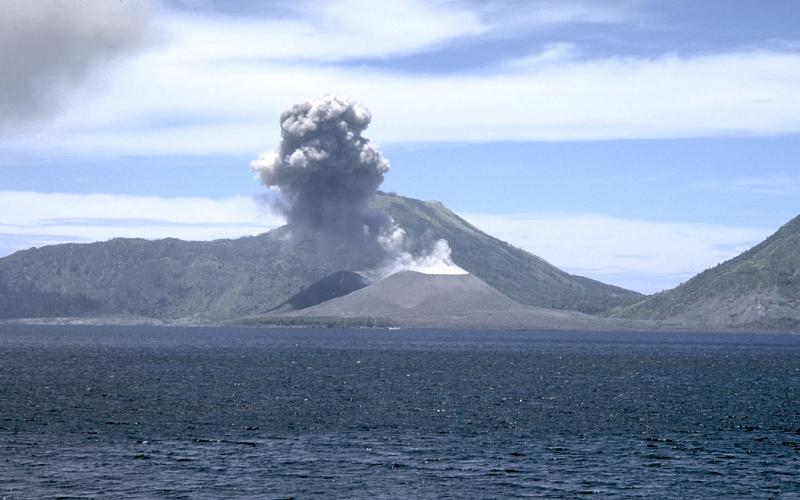
Vulkanianische Eruption 1998 am Tavurvur in Papua-Neuguinea

Vulkanianische Eruption

Die Vulkanianische Eruption ist benannt nach der Vulkaninsel Vulcano, einer der Äolischen Inseln vor Italien.
Das Eruptionsmuster besteht aus kurzen, kanonenschussartigen Explosionen (mit entsprechenden Stoßwellen), die einzeln oder in Serien bis zu einigen Stunden vorkommen können. Die Stärke der Eruption liegt im Schnitt zwischen einer strombolianischen und einer plinianischen Eruption.
In der Hauptsache wird hochfragmentierte vulkanische Asche erzeugt, die in einer Eruptionssäule bis zu 20 km aufsteigen kann. Daneben werden auch oft vulkanische Bomben ausgeworfen, die in einem Umkreis bis zu 5 km niedergehen können. Typisch ist höher viskoses Magma von andesitischer bis dacitischer Zusammensetzung.
Als Ursache wurden verschiedene Prozesse identifiziert: a) eine plötzliche Druckentlastung gasreichen, hochviskosen Magmas im oberflächennahen Förderschlot und b) eine spontane Freisetzung von Gasakkumulationen aus einer Magmakammer in der oberen bis mittleren Erdkruste.
Vulkane, die vulkanianische Eruptionen zeigen sind z. B. der Ngauruhoe in Neuseeland, Galeras in Kolumbien und Soufrière Hills auf Montserrat.

#### Strombolianische Eruption

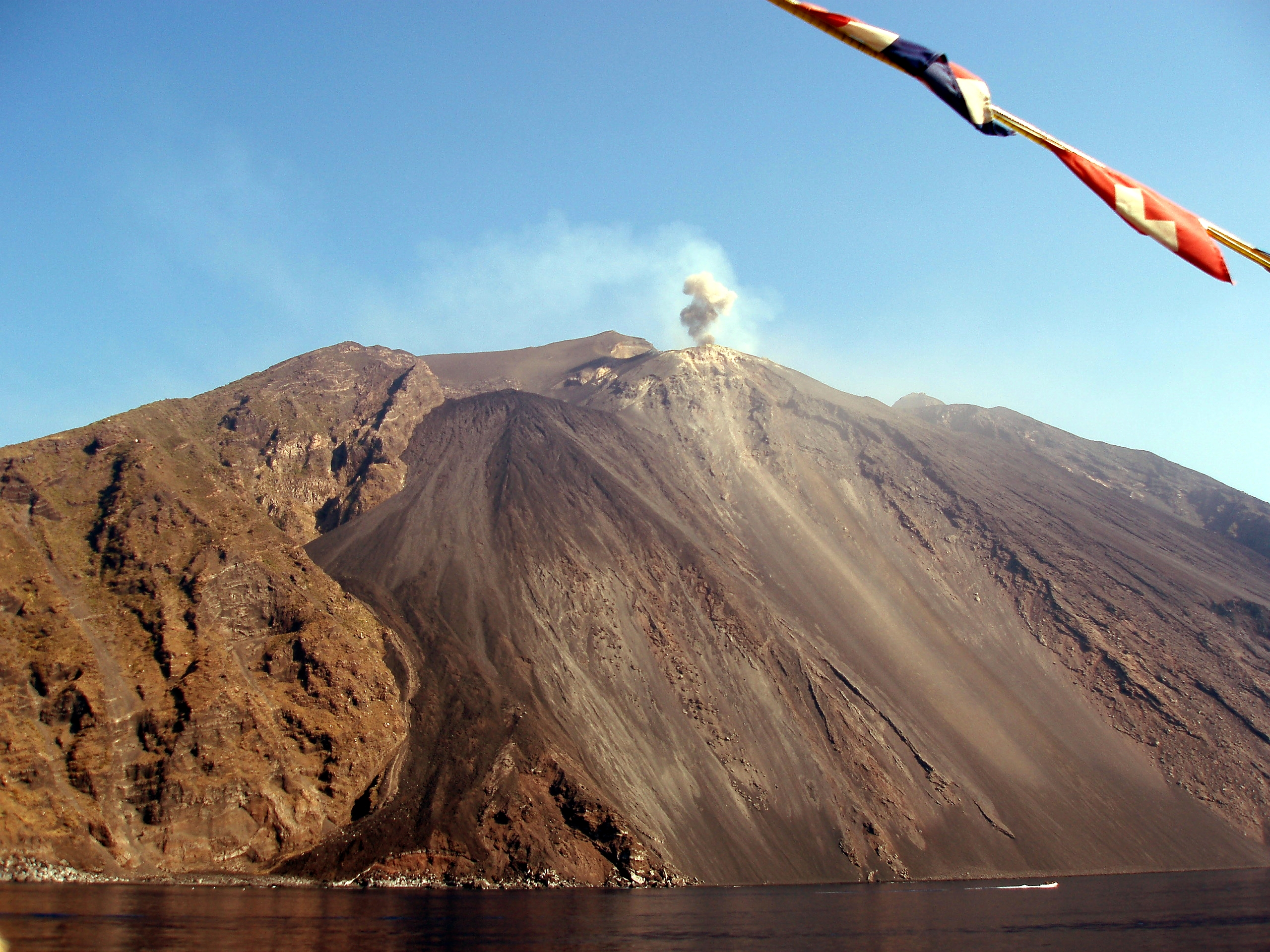
Stromboli

Strombolianische Eruption

Die Bezeichnung Strombolianische Eruption bezieht sich auf den Vulkan Stromboli, der sich auf einer weiteren der Äolischen Inseln in Süditalien befindet.
Der Stromboli ist ständig aktiv, im Altertum bezeichnete man ihn daher als Leuchtturm des Mittelmeeres. In unregelmäßigen Abständen (wenige Minuten bis stündlich) kommt es an mehreren Krateröffnungen zu größeren und kleineren Eruptionen. Das ausgeworfene Material fällt meist in den Krater zurück oder es rollt teilweise über die Sciara del Fuoco ins Meer.
Dieser regelmäßige Auswurf von Lavafetzen, Schlacken und Aschen ist so typisch für Stromboli, dass der Begriff Strombolische oder Strombolianische Aktivität allgemein für Vulkanaktivität dieser Art verwendet wird. Diese kontinuierliche Aktivität ist durch die so genannte Zwei-Phasen-Konvektion begründet. In einer gewissen Höhe des Schlotes ist der Dampfdruck der Gase größer als der Druck der sich über den Gasen befindenden Flüssigkeit. Die dadurch gebildeten Gasblasen steigen auf und reißen durch ihr Zerplatzen an der Oberfläche Magmafetzen mit sich. Diese Ausgasung bringt eine Erhöhung der Dichte der betroffenen Schmelze mit sich, die nun wiederum absinkt und somit einen stetigen Kreislauf darstellt.

#### Hawaiische Eruption

Hawaiische Eruption

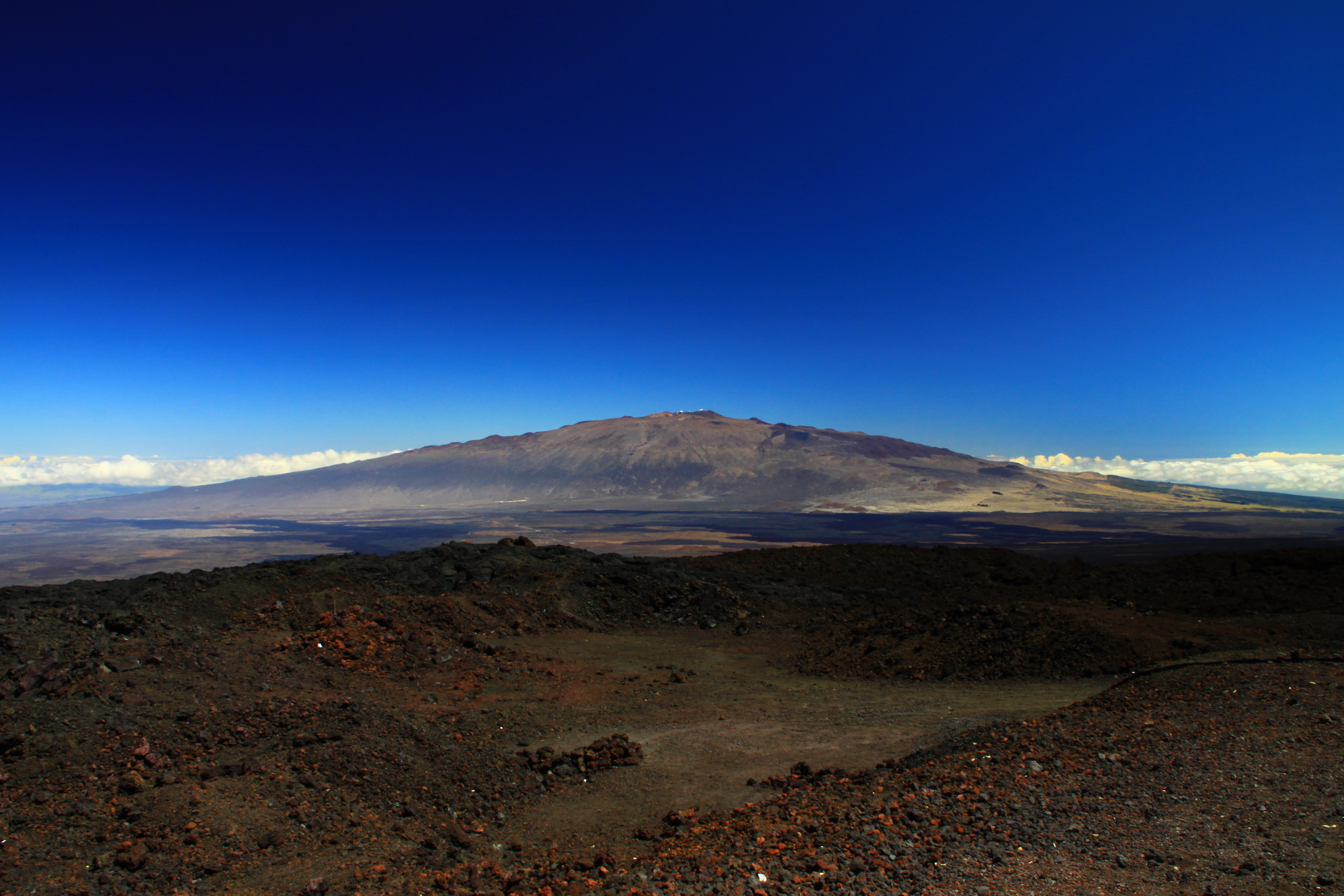
Schildvulkan Mauna Kea

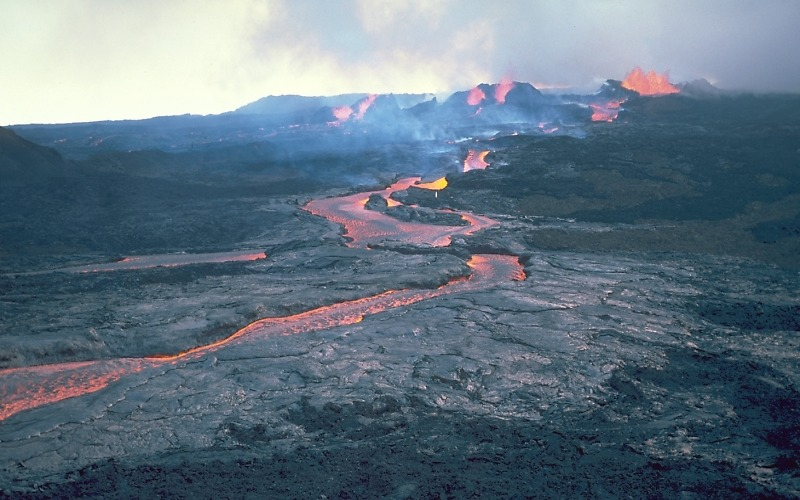
ʻAʻā-Lavastrom 1984 am Mauna Loa

Die Hawaiische Eruption bezeichnet die Ausbrüche von Schildvulkanen, wie man sie derzeit nur auf dem hawaiischen Inselarchipel im Pazifik beobachten kann.
Die hawaiischen Vulkane sehen aus wie umgedrehte Schilde, daher erklärt sich die Bezeichnung Schildvulkan.
Die Ursache für die typische Form ist das Ausfließen sehr dünnflüssiger und damit schnell fließender, gasarmer Lava. Diese ist üblicherweise von basaltischer Zusammensetzung und enthält meist weniger als 52 % Siliziumdioxid (SiO2). Beim Austritt ist sie ca. 1000 °C bis 1250 °C heiß. Entstehungsort des geförderten Magmas ist der obere Erdmantel.
Beim Austritt bilden sich auf Hawaii bis zu 500 m hohe Lavafontänen.
Die Böschungswinkel von Schildvulkanen betragen aufgrund der hohen Fließgeschwindigkeit der Lava (bis zu 60 km/h) nur etwa 5°, das heißt, es handelt sich durchweg um sehr flach abfallende, dafür ausgedehnte Kegel.
Diese Laven treten normalerweise über Jahre, Jahrzehnte, teilweise sogar Jahrhunderte durch dieselben Krateröffnungen aus und bauen so die flachen Vulkanschilde auf. Z. B. findet man auf Island sehr zahlreiche Schildvulkane wie etwa den Skjaldbreiður, die einen Bodendurchmesser von etlichen Kilometern aufzuweisen haben und in Zwischeneiszeiten oder direkt nach dem Ende der Eiszeit entstanden sind.

#### Phreatische Eruption

Phreatische Eruption

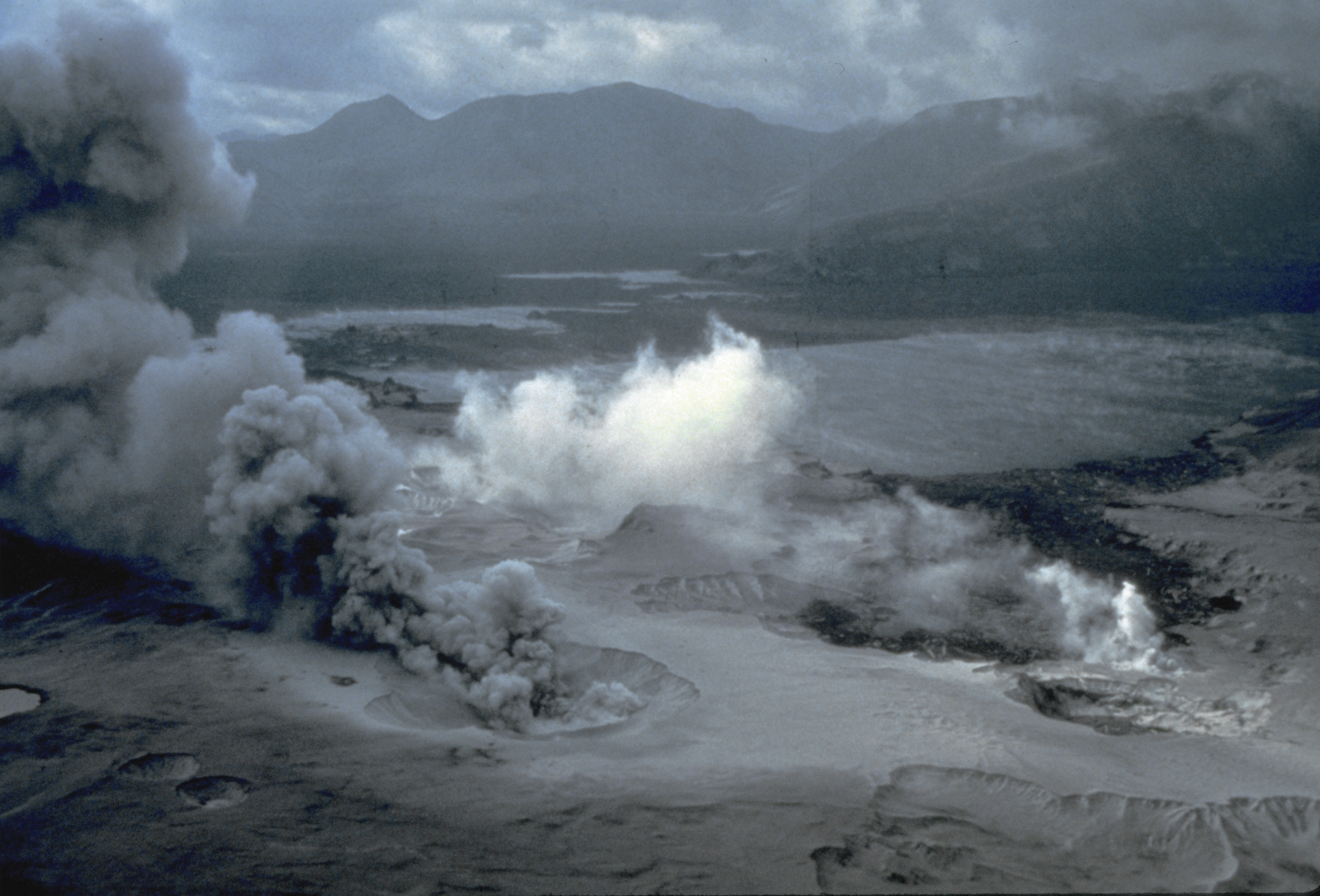
Phreatische Explosionen am Spirit Lake, 1980

Phreatische Ausbrüche sind Wasserdampf-Explosionen, bei denen überhitztes, externes Wasser infolge einer plötzlichen Druckentlastung in Dampf verwandelt wird. Der dabei entstehende Wasserdampf hat ungefähr das 1000fache des Wasservolumens und sprengt einen Krater in den Untergrund. Das Gestein, das sich vorher im Krater befand, wird dabei zertrümmert. Das ausgeworfene Gestein wird rings um den Krater als Wall abgelagert. Phreatische Eruptionen enthalten nur zersprengtes „Alt“gestein, kein juveniles Gestein (also Pyroklasten s. str.).
Eine phreatische Explosion findet statt, wenn entweder externes Wasser infolge seiner Fließ- bzw. Sickerbewegung in die Nähe vom Magma kommt (jedoch keinen direkten Kontakt hat!) und stark aufgeheizt wird, oder aus der Tiefe aufsteigende Gase überhitzen das Wasser über den Siedepunkt. Wird nun das überliegende Gestein etwa durch zersetzende Solfataren-Tätigkeit rissig oder durch ein Ereignis (z. B. Erdbeben) plötzlich durchlässig und kann etwas Dampf entweichen, kommt es infolge der Druckentlastung zur explosionsartigen Verdampfung des überhitzten Wassers und damit zur phreatischen Explosion.
Solche Explosionen können auch im Untergrund stattfinden, aufsteigendem Magma den Weg freimachen, und wenn dieses in direkten Kontakt mit dem Grundwasser kommt, können sich phreatomagmatische Explosionen ereignen.

#### Subglaziale Eruption

Subglaziale Eruption

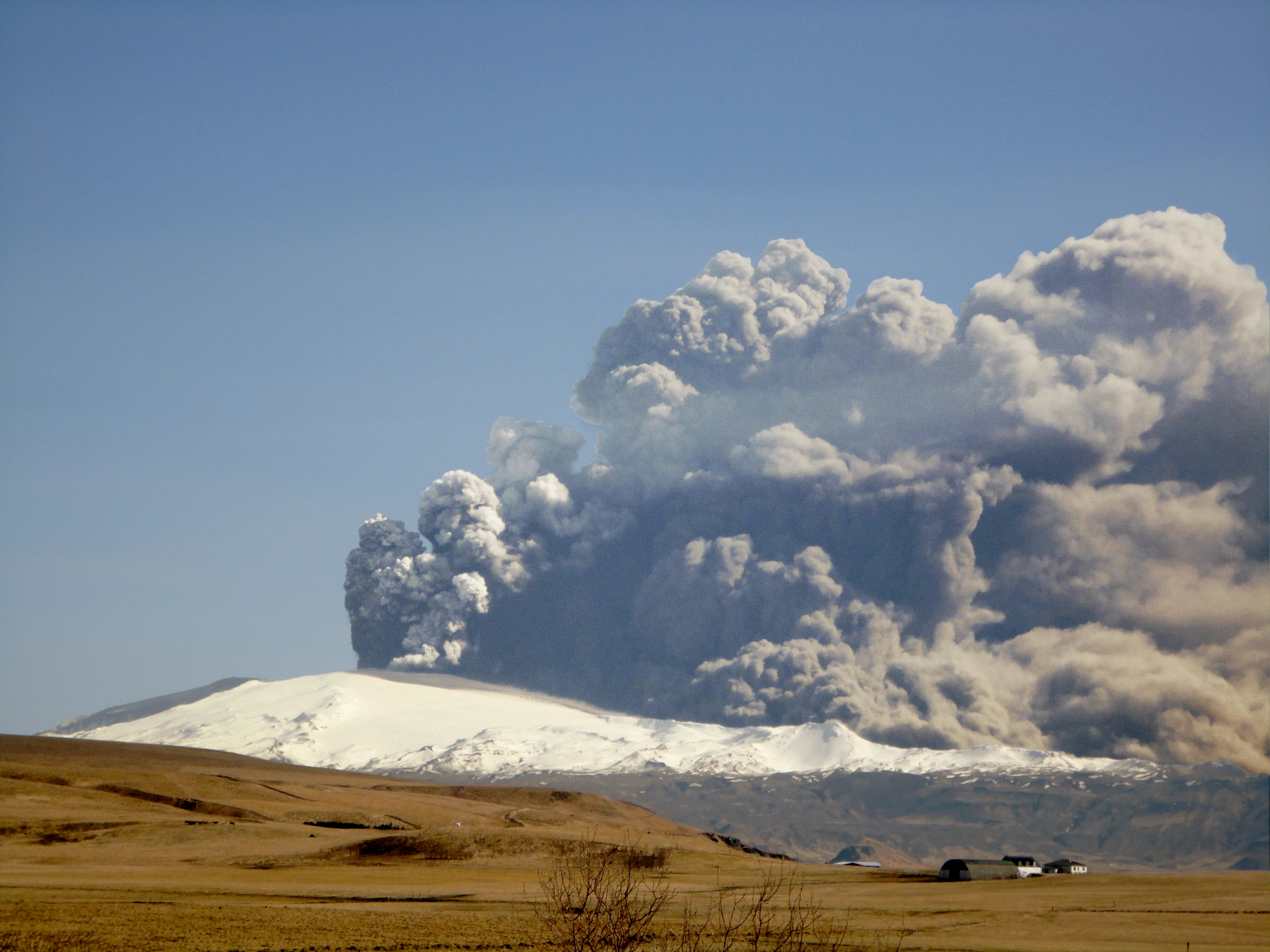
Eyjafjallajökull 2010

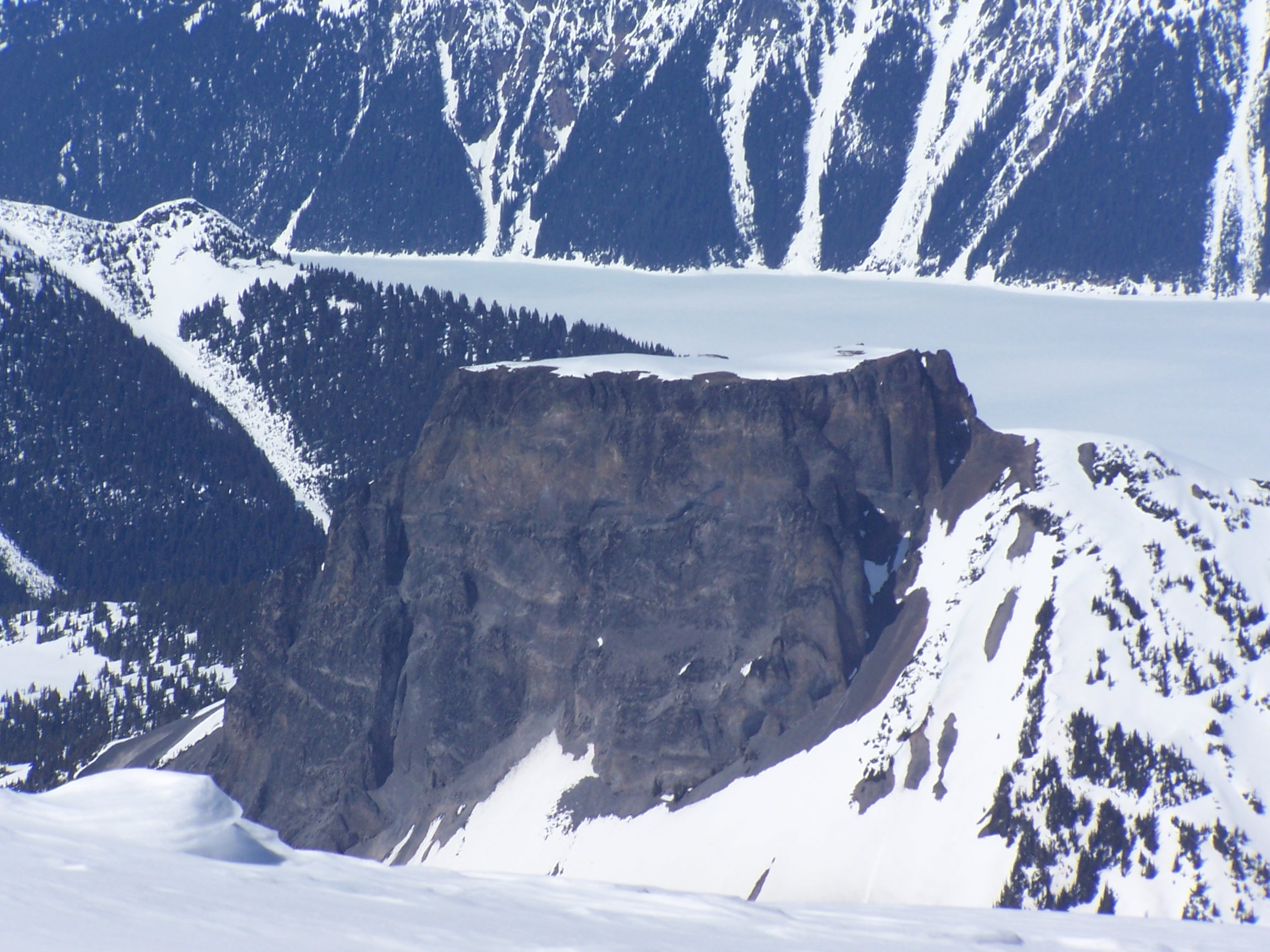
Tafelvulkan The Table, Kanada

Bei der subglazialen Eruption handelt es sich um einen Ausbruch unter einem Gletscher.
Solche Eruptionen sind i. A. explosiv oder phreatisch, sobald das Magma die Oberfläche des Gletschers erreicht. Oft werden sie begleitet vom Phänomen des Gletscherlaufs, da die Hitze des Magmas sehr große Eismengen auftauen lässt und sich dieses Wasser-Eis-Sediment-Gemisch in Form einer mehr oder minder großen Flutwelle einen Weg in die Ebenen unterhalb der Gletscher oder ins Meer sucht.
Wenn das Magma durch eine Spalte oder einen Schlot die Erdoberfläche erreicht, wird es eine Höhle in den Gletscher schmelzen. Gleichzeitig erkennt man die Vorgänge durch Veränderungen an der Gletscheroberfläche, wo sich große Spalten oder Senken bilden. Es bildet sich ein anfangs unter dem Gletscher verborgener See, unter dem sich wiederum Kissenlaven anhäufen. Wenn der Druck des Wassers auf das Magma nachlässt, etwa weil sich der gebildete Gletschersee – wie etwa bei Ausbrüchen des Grímsvötn-Vulkans in Island zu beobachten – entleert, findet ein Phasenwechsel statt. Die Eruption wird phreatisch oder explosiv und große Mengen an Tephra können produziert werden.
Die Aschen und anderen Lockermaterialien werden dann auf den Kissenlaven abgelagert. Die Ergebnisse sind ein Palagonitkegel über einem Ausbruchsschlot, wie Keilir, oder ein Palagonitrücken über einer Ausbruchsspalte, wie Sveifluháls, beide in Südwestisland.
Hält die Eruption noch weiter an, bilden sich an der freien Luft Laven und ein Tafelvulkan, wie etwa Herðubreið in Island oder The Table in British Columbia, Kanada, entsteht.

#### Surtseyanische Eruption

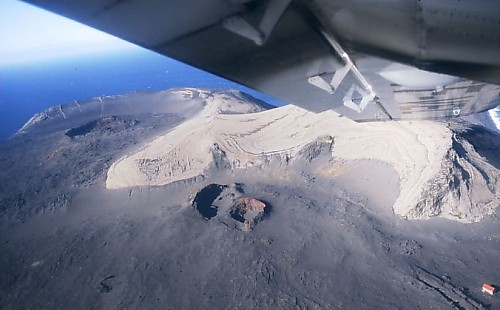
Surtsey

Surtseyanische Eruption

Die Surtseyanische Eruption ist benannt nach der Insel Surtsey in Island, die ab 1963 durch Vulkaneruptionen im Meer entstand.
Gemeint sind Vulkane, die zunächst ihren Ursprung unter der Wasseroberfläche des Meeres haben.
Zu Anfang der Eruptionsserie ereignen sich Ausbrüche unter der Meeresoberfläche, wie es bei der Insel Surtsey der Fall war. Es werden in dieser Anfangsphase Kissenlaven gebildet, aus denen sich nach und nach ein Vulkangebäude über bis zu Hunderten von Metern aufbaut, bis es die Meeresoberfläche erreicht.
Dann findet durch den Einfluss des Sauerstoffs der Luft ein Phasenwechsel statt. Die Eruption geht in eine explosive Phase über, bei der große Mengen an Tephra ausgeschüttet werden. Das Zusammentreffen von Magma, Wasser und Luft erzeugt phreatomagmatische Explosionen. Diese Phase hält solange an, bis das Vulkangebäude die Meeresoberfläche derart überragt, dass das Wasser nicht mehr in den oder die Ausbruchsschlote eindringen kann.
In diesem Stadium findet ein weiterer Phasenwechsel statt, nämlich ein Übergang in eine effusive Eruption. Laven beginnen zu strömen und bauen den Vulkan weiter auf.
Das typische Szenario einer solchen surtseyanischen Eruption wurde dabei erstmals live während der Entstehung des Vulcão dos Capelinhos, der von September 1957 bis Oktober 1958 am Westende der portugiesischen Azoreninsel Faial aus dem Meer wuchs, im Detail dokumentiert, wobei hier ab September 1957 zunächst phreatomagmatische Eruptionen einen Vulkankegel über die Meeresoberfläche hinauswachsen ließen und nach einem heftigen Erdbeben im Mai 1958 die zweite, nun effusive Eruptionsserie folgte.

#### Submarine Eruption

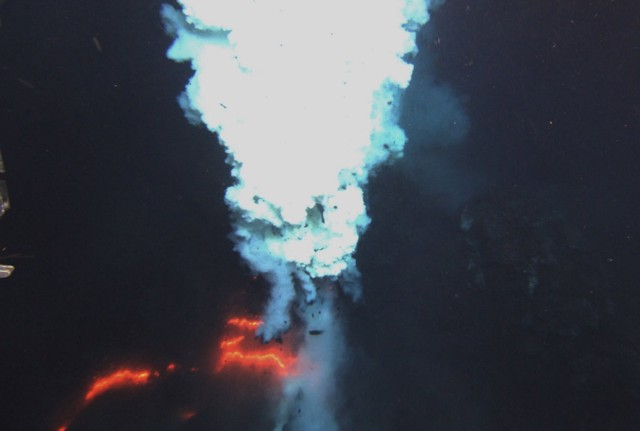
Ausbruch am submarinen Vulkan West Mata

Submarine Eruption

Ein Großteil aller auf der Erde vorhandenen Vulkane befindet sich unter der Meeresoberfläche. Allerdings sind bisher nur wenige von ihnen genauer untersucht worden, darunter etwa der Marsili vor der süditalienischen Küste im Mittelmeer.
Die Eruptionen der submarinen Vulkane finden also unter der Meeresoberfläche, vor allem an den mittelozeanischen Rücken, statt.
Bei diesem Eruptionstyp erhebt sich das Vulkangebäude nicht über die Meeresoberfläche.
Allerdings kann in späteren Ausbrüchen oder Ausbruchsphasen dieser Eruptionstyp in eine Surtseyanische Eruption übergehen.
Die submarine Eruption ähnelt in vieler Hinsicht der subglazialen Eruption. Zunächst bilden sich unter dem Wasserdruck über Vulkanschloten oder -spalten Hügel und Berge von Kissenlaven. Erst knapp unter der Wasseroberfläche findet ein Phasenwechsel statt und eine explosive Phase mit der Bildung von Tephra beginnt.

## Vorhersagemethoden
Inzwischen hat die Wissenschaft zahlreiche Methoden gefunden, um die Vorhersage von Vulkanausbrüchen zu verbessern. Damit befassen sich vor allem die Vulkanobservatorien, aber auch die jeweiligen geologischen bzw. vulkanologischen Institute diverser Universitäten, die meteorologischen Institute, die manchmal die Erdbebenüberwachung übernehmen oder auch die Vorhersage der Zugrichtung von Aschewolken, die ihrerseits aber auch die Luftraumüberwachung betrifft (vgl. VAAC).

### Eruptionsgeschichte
Eine der wichtigsten Methoden bleibt die Beobachtung und Erforschung des bisherigen Verhaltens des jeweiligen Vulkans, da sich dadurch auch Rückschlüsse auf künftiges Verhalten ziehen lassen.

### Erdbebenmessungen
Am genauesten kann man sich vorbereitende Vulkaneruptionen durch das Erfassen von Schwarmbeben feststellen, also durch viele kleinere Beben, die sich innerhalb einer kurzen Zeit in einem bestimmten Gebiet ereignen. Man unterscheidet zwischen Erdbeben des Typs A und B.
Bei den Typ-A-Beben schwenkt das Seismometer (Erdbebenmessgerät) ruckartig aus, beruhigt sich jedoch schnell wieder und zwar ebenso ruckartig. Das bedeutet, dass sich Magma auf dem Weg nach oben befindet und harte Gesteinsmassen durchbricht, wobei es die kurzzeitig anhaltenden, heftigen Beben verursacht.
Anders bei den Typ B-Beben: Das Seismometer schlägt auch schnell aus, das Beben wird aber nur langsam und gleichmäßig immer schwächer. Das bedeutet, dass der Vulkan unter sehr hohem Druck steht. Wenn sich die Typ-B-Beben in immer kürzeren Abständen wiederholen, kann der Vulkan jeden Moment eruptieren.
Ein Beispiel dafür ist der Vulkan Galeras in Kolumbien. Vier Tage nachdem sich 1992 das erste Typ-B-Beben ereignet hatte, brach der Vulkan aus.

### Messungen des Steigungswinkels

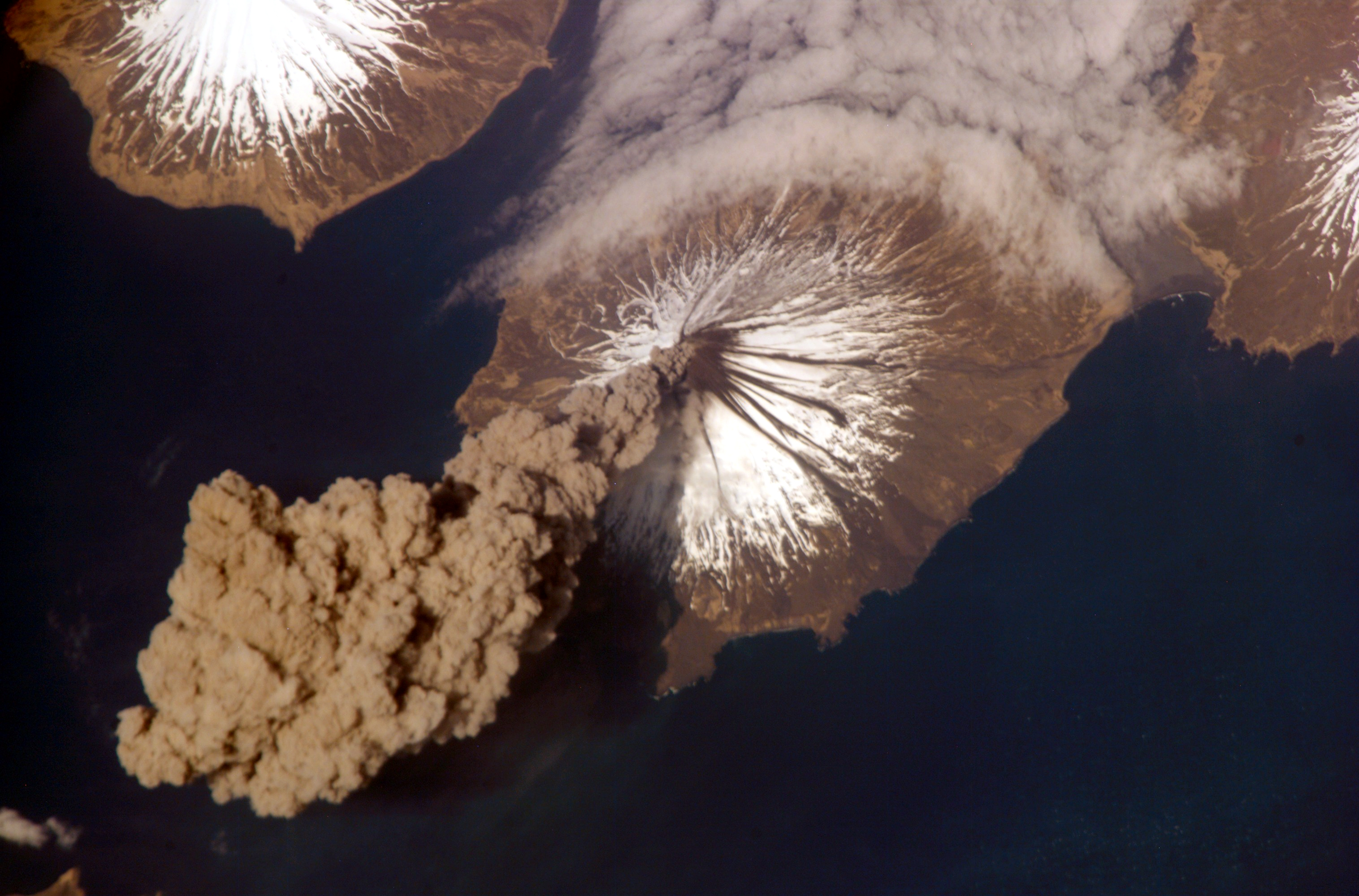
Ausbruch des Mount Cleveland auf den Aleuten

Neben der Messung von Erdbeben, die auch die sehr niedrigfrequenten, d. h. den sog. vulkanischen Tremor erfasst, setzt man die Geodäsie ein, Messungen, die ein Aufblähen des Vulkans feststellen. Zu diesem Zwecke verwendet man inzwischen z. B. GPS-Systeme und Satellitenbeobachtung.
Eine andere Vorhersagemethode bietet das Tiltmeter. Es misst ebenfalls den Steigungswinkel der Flanken eines Vulkans. Wenn die Magmakammer sich mit flüssigem Gestein füllt, wird der Vulkan an seinen Flanken etwas steiler. Dann ist es wahrscheinlich, dass sich demnächst eine neue Eruption ereignet.
Satelliten dienen zudem der Beobachtung und zur Frühwarnung bzgl. Anzeichen von Ausbrüchen sehr abgelegener Vulkane wie etwa auf dem Aleuten oder der Halbinsel Kamtschatka, in deren Umgebung zwar nur wenige Menschen leben, die aber z. B. den Flugverkehr bedrohen könnten.

### Untersuchungen an heißen Quellen
Zudem beobachten Geologen die Anzahl und das Verhalten von heißen Quellen, die zum Vulkan gehören. Wenn sich deren Anzahl und Größe – bei Thermalquellen wie Geysiren auch die Aktivität – erhöhen, kann dies ein Anzeichen eines bevorstehenden Ausbruchs sein. Genauso achtet man auf deren Wassertemperatur, auch hier können Veränderungen Hinweise auf gestiegene vulkanische Aktivität darstellen.

### Gase
Schließlich werden die chemischen Zusammensetzungen von Ausgasungen, aber auch die aller Gewässer rund um den betreffenden Vulkan auf das Auftreten und die enthaltene Menge bestimmter Gase wie Kohlendioxid, Fluor und Schwefeldioxid überwacht.

### Konduktivität
Auch die elektrische Leitfähigkeit von Gewässern wird überprüft, da erhöhte Leitfähigkeit auf gestiegene vulkanische Aktivität im Gebiet hinweisen kann.

### Auswertung der Daten
Die Auswertung und Zusammenschau derartiger Daten vermittelt ein immer genaueres Bild vom gegenwärtigen Zustand eines Vulkans. Gleichzeitig ist auch wichtig, dass im zuständigen Vulkanobservatorium die Charakteristika jedes einzelnen Vulkans in möglichst vielen Details bekannt sind, welche sich aus der Erforschung seiner jeweiligen Ausbruchsgeschichte ergeben. Aus dieser lassen sich etwa auch Zusammenhänge zwischen Erdbeben und bevorstehenden Ausbrüchen erschließen, die wichtige Informationen zur jeweiligen Vorwarnzeit und damit Zeit für Evakuierungen am einzelnen Berg geben können.
Von besonderer Wichtigkeit zur Verhütung von Vulkankatastrophen sind allerdings auch die Aufklärung der Bevölkerung und eine gute Kooperation zwischen den Wissenschaftlern und den örtlichen Behörden.

### Fotos und Videos

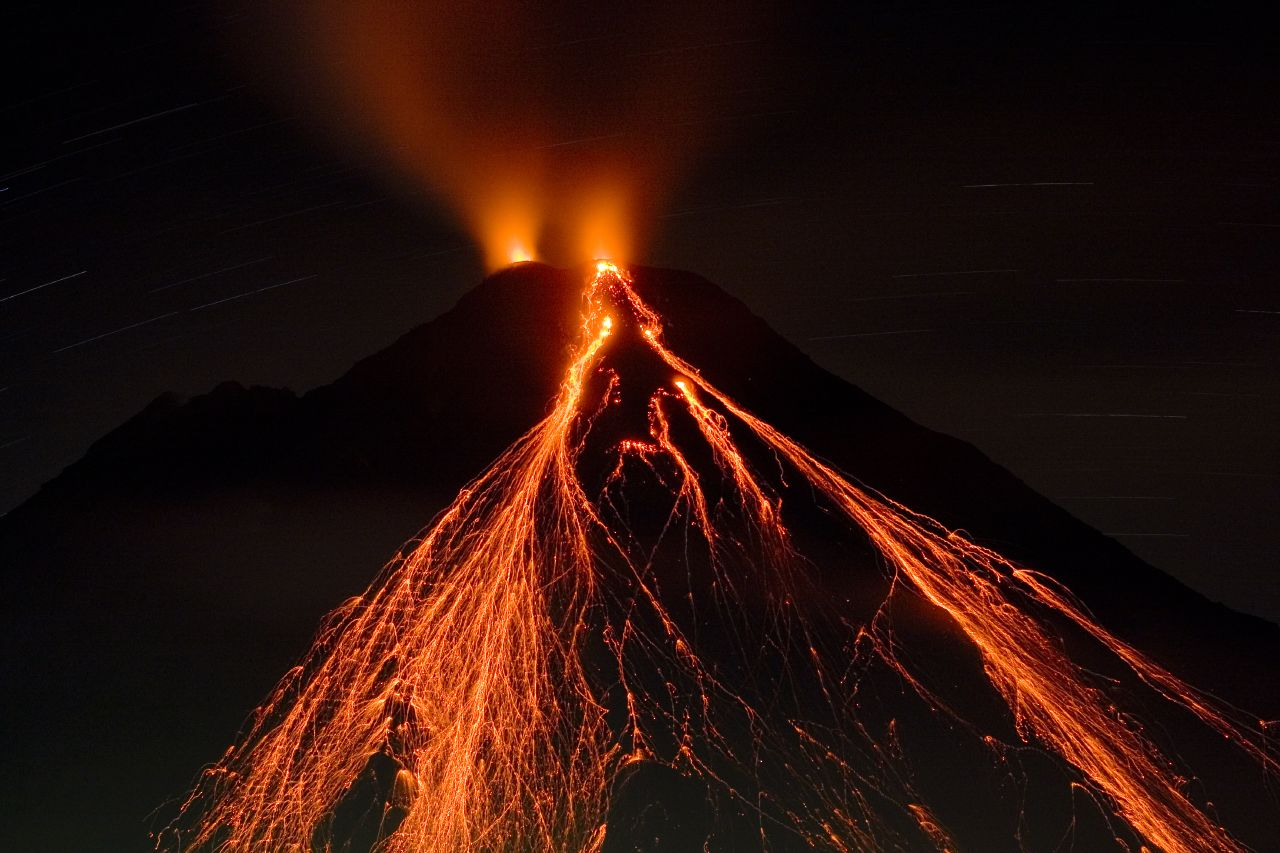
Eruption des Arenal in Costa Rica

- Video Það er ei nema eldur og ís (dt. Da ist nichts als Feuer und Eis) Ein Film über Vulkanismus in Island, besonders Gjálp/Grímsvötn 1996 (explosiver Ausbruch mit Gletscherlauf) und Kraflaeldur 1975–84 (effusive Ausbrüche), (Video mit isländischem Kommentar)
- Video: Schlackeneruption am Ätna
- Animation m. englischspr. Erläuterungen: Seismische Signale von Eruptionen

### Aktuelle Ausbrüche
- Global Volcanism Program, Smithsonian Inst., Weekly Reports (englisch)

### Vulkanüberwachung
- Internationales Verzeichnis der Vulkanobservatorien (englisch)
- USGS, Vulkanüberwachung in den USA – z. B. Alaska, Kaskadenkette, Hawaii (englisch)
- IMO, Vulkanüberwachung in Island (englisch/isländisch)
- IGN, Vulkanüberwachung in Spanien, Seite El Hierro (englisch)
- INGV, Vulkanüberwachung in Italien, Seite Catania – Ätna (englisch, italienisch)
- Vulkanüberwachung auf den Azoren (portugiesisch)
- PHIVOLCS, Vulkanüberwachung auf den Philippinen (englisch)
- Vulkanüberwachung in Chile (spanisch)

### Andere
Wissenschaftliche Beiträge zur Vulkanologie
- How volcanoes work. San Diego State University. (Zum Vulkanismus allg.) (englisch)
- Vic Camp: Eruption types. How volcanoes work. Dept. of Geological Sciences, San Diego State University. (englisch)
- Vic Camp: Hydrovolcanic eruptions. How volcanoes work. Dept. of Geological Sciences, San Diego State University. (englisch)
- Erik Sturkell: Impact on crustal deformation. Magmatic and tectonic processes of glacier thinning due to climate change. – enthält viele Information zur Eruptionsvorhersage (englisch)
- Earthquakes and Magma Viscosity Can Help Forecast Volcanic Eruptions. In: geology.com, (englisch)
- Erik Klemetti: How Big is That? Scale and Rates of Volcanic Eruptions. In: Eruptions, Wired science blogs. 1. November 2011. (englisch)
- Introduction to seismology. MIT, Open source, Spring 2010. (englisch)
- Stephen Self: The effects and consequences of very large explosive volcanic eruptions. In: Phil. Trans. R. Soc. A. vol. 364, no. 1845, Royal Society, London 15. August 2006, S. 2073–2097. doi:10.1098/rsta.2006.1814 (englisch)

Reportagen
- Monika Seynsche: Spiel mit dem Feuer – Wenn Vulkane auf Gletscher treffen. In: Deutschlandfunk. Wissenschaft im Brennpunkt 21. August 2010